# Perili Köşk
Il Perili Köşk (originariamente noto come Yalı di Yusuf Ziya Pascià e attualmente sede della Borusan Holding e del museo d'arte contemporanea Borusan) è un edificio storico situato nella mahalle di Rumelihisarı, nel distretto di Sarıyer, a Istanbul, in Turchia.
Costruito nel 1911, lo Yalı, simile a un castello in mattoni rossi con vetrate colorate, si trova vicino al ponte Fatih Sultan Mehmet, sulla sponda europea dello stretto del Bosforo. L'edificio ha 9 piani fuori terra e una superficie lorda di circa 5.000 m2.
Il soprannome popolare del palazzo, Perili Köşk (che in turco significa "padiglione stregato"), si riferisce al fatto che la sua costruzione è rimasta parzialmente incompiuta per un lungo periodo (il secondo e il terzo piano sono rimasti vuoti per decenni). L'aspetto esterno dell'edificio è stato accuratamente restaurato e completato in linea con il progetto originale tra il 1995 e il 2000 dall'architetto Hakan Kıran, che ne ha anche rinnovato gli interni.

## Storia

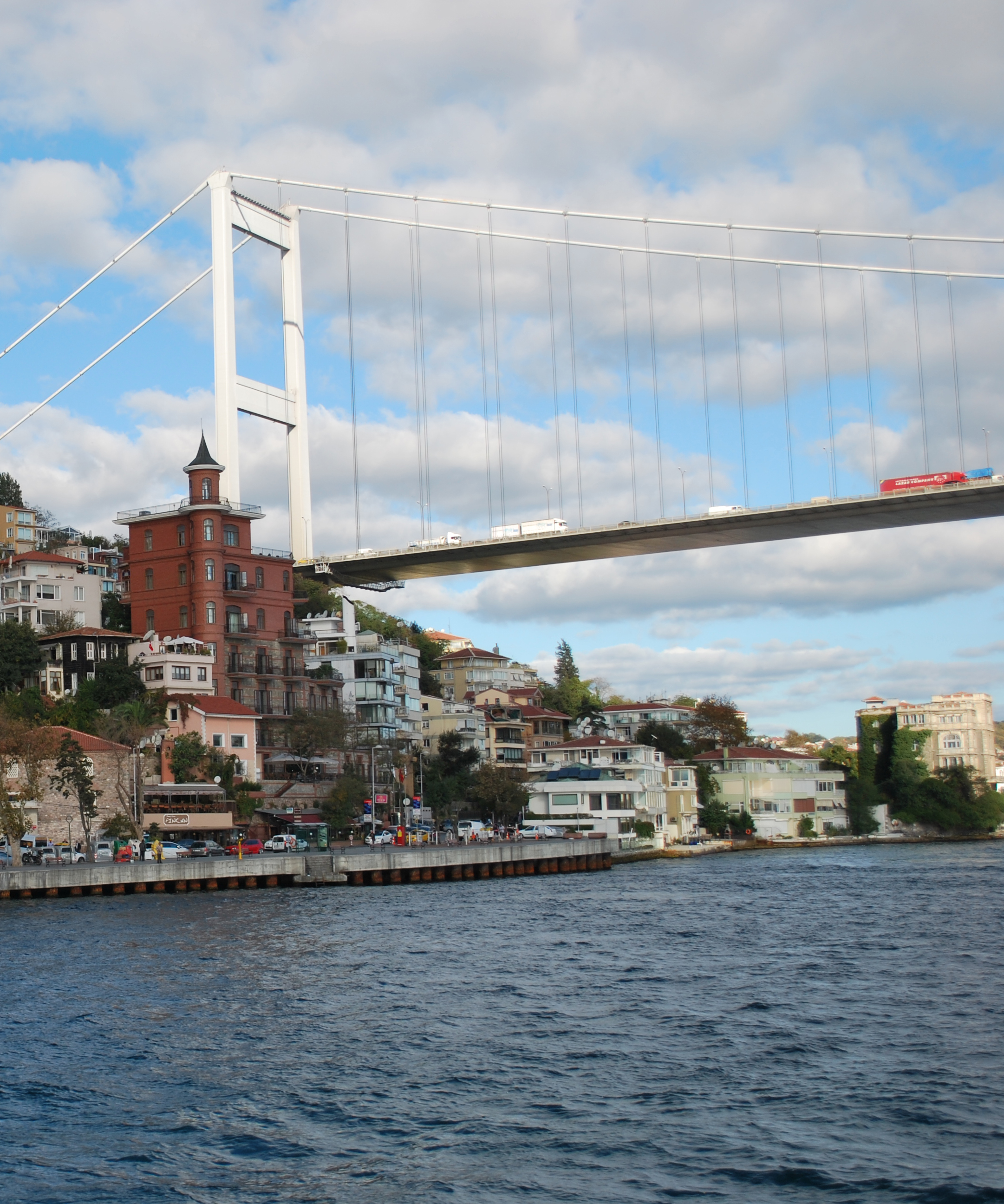
Il Perili Köşk (l'edificio in mattoni rossi simile a un castello di fronte alla torre europea del ponte Fatih Sultan Mehmet) ospita attualmente la sede della Borusan Holding e il museo di belle arti Borusan Contemporary.

La villa fu costruita dall'ambasciatore ottomano negli Stati Uniti Yusuf Ziya Pascià, membro del governo ottomano, per ospitare la sua famiglia.
La costruzione dell'edificio iniziò all'inizio del 1910, ma si interruppe quando l'Impero Ottomano entrò nella Prima Guerra Mondiale, poiché gli artigiani vennero arruolati nelle forze armate. La seconda moglie di Yusuf Ziya Pascià, Nebiye Hanım, e le tre figlie avute dal primo marito vissero nella villa fino al 1926. Dopo la morte di Yusuf Ziya Pascià, la famiglia continuò a possedere la villa fino ai primi anni '90.

## Restauro
La villa è stata acquistata nel 1993 dall'uomo d'affari filantropo Basri Erdoğan.  Nel 1995 sono iniziati i lavori di ristrutturazione dell'edificio. Realizzati dall'architetto Hakan Kıran, i lavori di ristrutturazione sono durati circa cinque anni e si sono conclusi nel 2000. L'aspetto generale e la facciata dell'edificio sono stati mantenuti fedeli al progetto originale e lo Yalı è stato accuratamente restaurato con materiali scelti, come i mattoni importati dal Regno Unito.
Il valore immobiliare del Perili Köşk è stato stimato a 40 milioni di dollari da Century 21 Real Estate nel 2003.

## Utilizzo
Lo spazio interno dell'edificio è stato ammodernato per essere utilizzato come ufficio. Nel maggio 2002 Borusan Holding, un conglomerato industriale turco, ha affittato l'immobile per 25 anni e lo ha utilizzato come sede centrale. Il personale si è trasferito nell'edificio il 16 febbraio 2007 e il 27 giugno 2007 si è tenuta una cerimonia di inaugurazione ufficiale.
Nel settembre 2011 Borusan ha aperto il Borusan Contemporary, un museo d'arte a Perili Köşk.